# براندان فيرنانديز
براندان فيرنانديز هو نحات كندي، ولد في 29 ديسمبر 1979 في كينيا.

## وصلات خارجية
- الموقع الرسمي